# Ивашево (Владимирская область)
Ивашево — деревня в Киржачском районе Владимирской области России, входит в состав Горкинского сельского поселения.

## География
Деревня расположена в междуречье Большого и Малого Киржача в 12 км на восток от центра поселения посёлка Горка и в 11 км на север от райцентра города Киржач, близ ж/д линии Александров — Иваново.

## История
В XIX — начале XX века деревня входила в состав Махринской волости Александровского уезда, с 1926 года — в составе Киржачской волости. В 1859 году в деревне числилось 29 дворов, в 1905 году — 41 дворов, в 1926 году — 47 дворов.
С 1929 года деревня входила в состав Савинского сельсовета Киржачского района, с 1954 года — в составе Слободского сельсовета, с 1971 года — в составе Илькинского сельсовета, с 2005 года — в составе Горкинского сельского поселения.

## Население
| 1859 | 1905 | 1926 | 2002 | 2010 | 2021 |
| ---- | ---- | ---- | ---- | ---- | ---- |
| 212  | ↗264 | ↘234 | ↘15  | →15  | ↗19  |